# Neactaeonina argentina
Neactaeonina argentina is een slakkensoort uit de familie van de Acteonidae. De wetenschappelijke naam van de soort is voor het eerst geldig gepubliceerd in 2011 door Zelaya, Schejter & Ituarte.